# Premis XBIZ

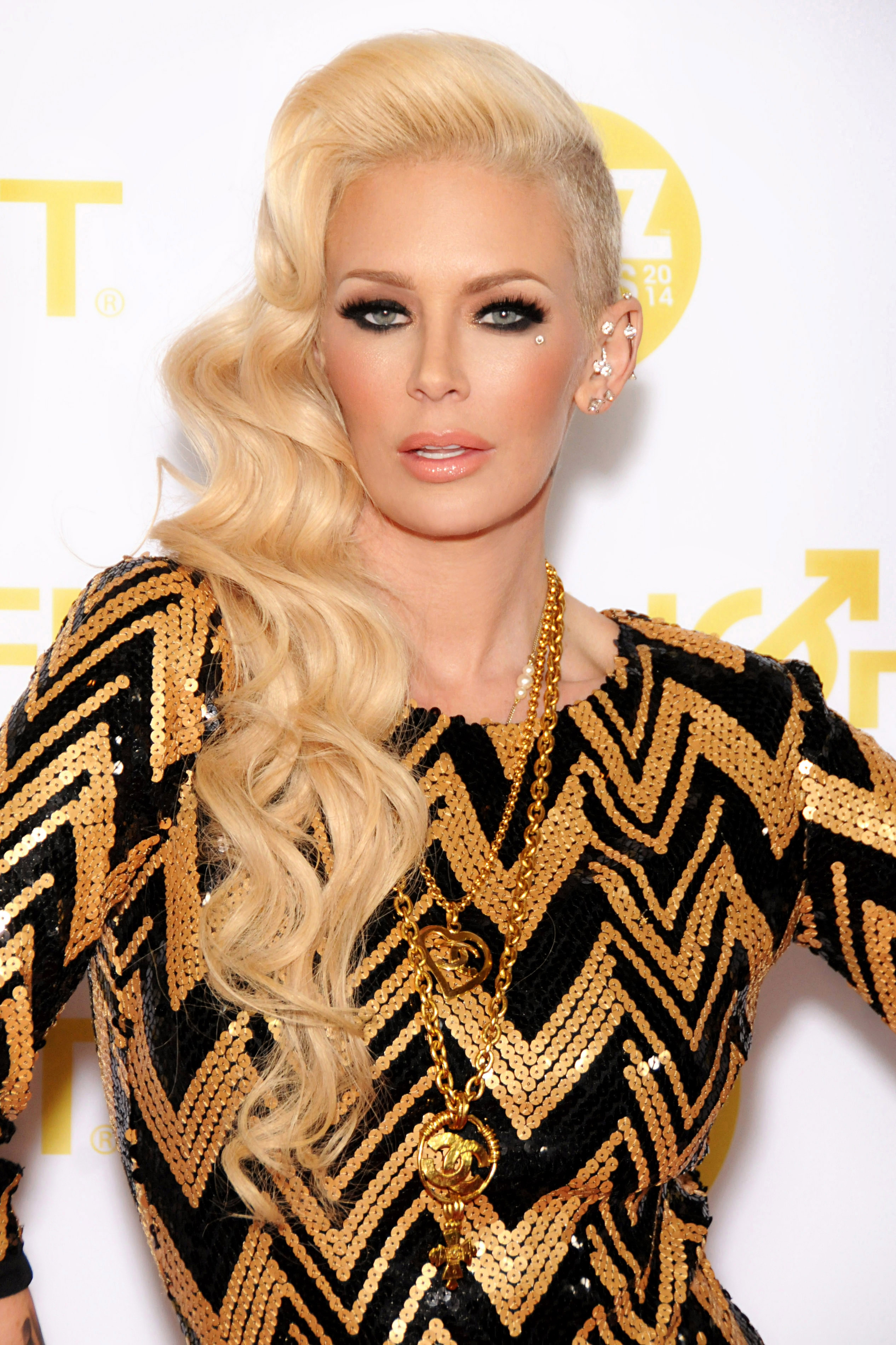
L'actriu Jenna Jameson. XBIZ Awards 2014.

Els Premis XBIZ són els premis anuals atorgats per la revista XBIZ, una revista en línia de notícies i informació de negocis de la indústria per a adults. A diferència dels premis AVN, en els premis XBIZ és el públic qui realitza les nominacions, sobre la base de les quals un jurat tria al guanyador. Els premis es lliuren a persones, empreses, artistes i productes que tenen un paper essencial en el creixement i l'èxit d'entreteniment per a adults. La primera cerimònia es va celebrar l'any 2003.